# 8704 Sadakane
A 8704 Sadakane (ideiglenes jelöléssel 1993 YJ) a Naprendszer kisbolygóövében található aszteroida. Kobajasi Takao fedezte fel 1993. december 17-én.